# سيسيرو سانتوس

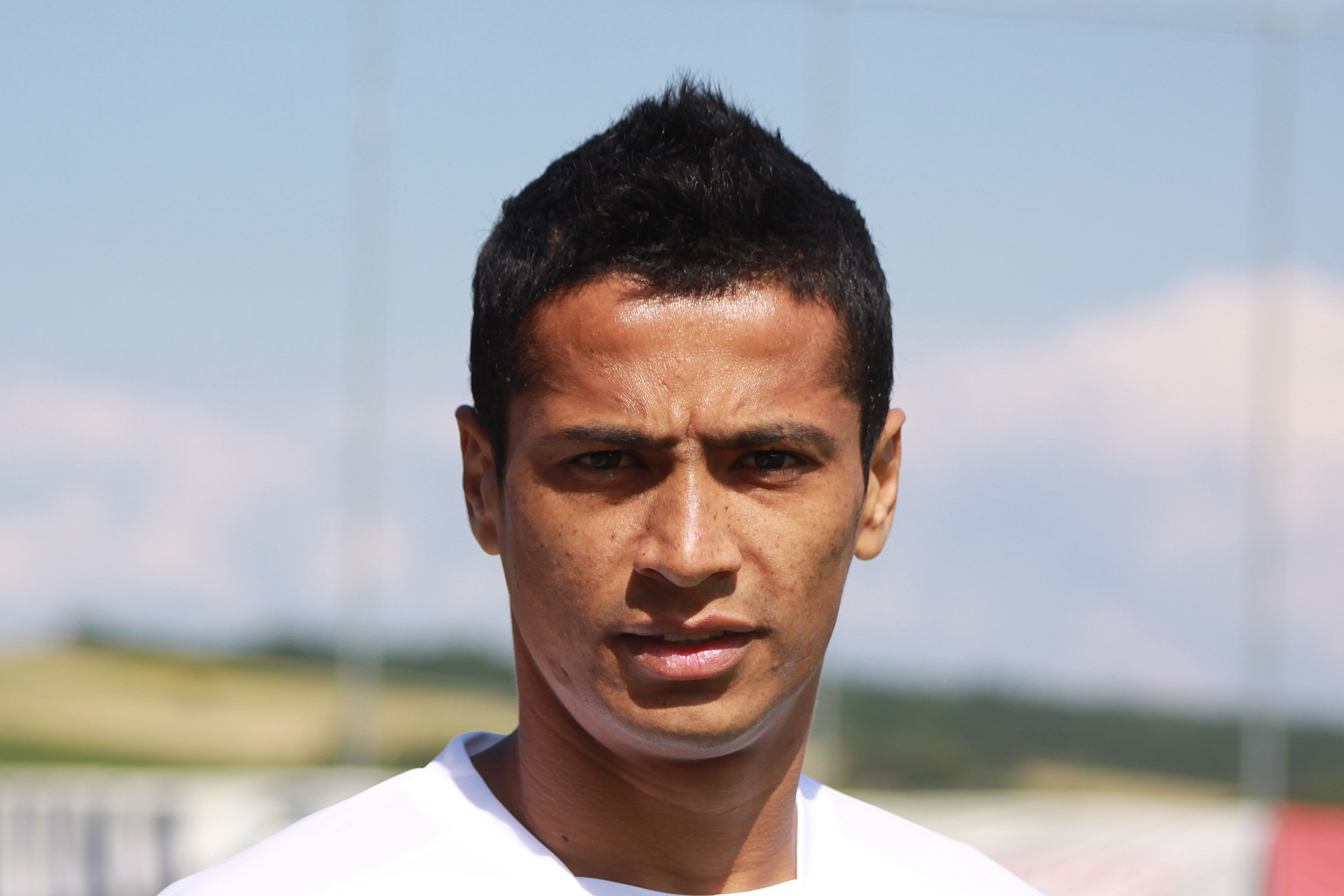

سيسيرو سانتوس (بالبرتغالية: Cícero Santos‏) (مواليد 26 أغسطس 1984 في كاستيلو - البرازيل) لاعب كرة قدم برازيلي يلعب حاليا لصالح نادي الدرجة الأولى فولفسبورغ الألماني منذ 2010 في مركز الوسط المهاجم .

## روابط خارجية
- سيسيرو سانتوس على موقع قاعدة بيانات كرة القدم.إي يو (الإنجليزية)
- سيسيرو سانتوس على موقع بيانات كرة القدم. دي إي (الألمانية)
- سيسيرو سانتوس على موقع Soccerway.com (الإنجليزية)
- سيسيرو سانتوس على موقع عالم كرة القدم.نت (الإنجليزية)